# 12,7 × 108 mm
El cartucho 12,7 × 108 mm es un cartucho de uso corriente en las ametralladoras pesadas y en fusiles de francotirador o anti-material de la antigua  URSS, Pacto de Varsovia, la actual Rusia, y otras naciones.
Cumple con casi las mismas funciones del cartucho 12,7 x 99 OTAN (o .50 BMG). Las dos difieren en su bala, su terminación y su peso, y en que el casquillo del 12,7 x 108 mm es ligeramente más largo y delgado, alojando dentro de sí dos mezclas de propelente o una de propelente, sin ser diferentes entre sí; tal vez ligeramente en su peso. El cartucho 12,7 x 108 mm puede ser usado en varios tipos de blancos en el campo de batalla, y puede abatir vehículos sin blindaje, penetrar blindados ligeros y dañar externamente equipamiento auxiliar (como: luces de búsqueda, radares, transmisores, bloques de visión, componentes dentro del compartimiento de motor) en blindados pesadamente protegidos como los tanques de batalla principales. Las esquirlas que libera una bala calibre 12,7 mm pueden llegar a penetrar cerca de 25 mm de blindaje. Las balas encamisadas de calibre 12,7 mm pueden penetrar solamente una parte muy ligera del blindaje del tanque, sin causarle daños mayores.
En las Fuerzas de Defensa de Finlandia, las ametralladoras NSV calibre 12,7 mm son usadas primariamente con fines antiaéreos en todas las ramas de sus componentes.

## Dimensiones del cartucho
La vaina de 12,7 × 108 mm tiene una capacidad de 22,7 ml.
Dimensiones máximas del cartucho 12,7 × 108 mm y su vaina. Todas las medidas en milímetros (mm).
Los estadounidenses prefieren definir el ángulo del hombro en alfa/2 ≈ 18,16 grados.
De acuerdo a los planos de diseño del cartucho 12,7 × 108 mm, su vaina puede alojar presiones cercanas y/o por encima de 360 MPa por pieza. En los países regulados por las directivas del C.I.P. cada fusil es probado con cartuchos que exceden sus capacidades de tolerancia máxima hasta en un 125% para asegurar que las presiones máximas de acuerdo a la CIP le permiten certificarse para su venta a los consumidores.

## Intercambiabilidad incorrecta
Desde la guerra de Vietnam se ha dicho erróneamente que el cartucho 12,7 x 99 OTAN (.50 BMG) puede ser disparado en armas del mismo calibre de origen soviético/ruso y el proyectil ruso del cartucho 12,7×108 mm puede montarse en vainas reutilizadas del 12,7 × 99 mm OTAN sin problemas. Al cartucho 12,7 × 108 mm se le denominó en sus fases de desarrollo inicial como el ".51" (12,95 mm). Esto se dejó ver solo como un rumor, y creó esa falsa teoría de que el cambio e intercambio es posible porque se creía que era derivado de un cartucho poco comercial, el ".511" (12,97 mm) según se vio en algunas de las publicaciones de la inteligencia militar de Estados Unidos durante la campaña en Vietnam. Las balas usadas para ambos cartuchos eran de cerca de 12,9 mm, pero en el momento del disparo, el proyectil se deforma y se "tuerce", dadas las extremas presiones devenientes de una carga de propelente que crean una carga mayor y, obligadas por el cañón y el propelente, las balas se "retuercen" para ajustarse al diámetro de una de calibre .50 (12,7 mm). Dejando de lado las similitudes de las balas y sus diámetros, las diferencias dimensionales entre uno y el otro cartucho previenen cualquier intento de uso incorrecto de balas calibradas en una diferente para la que han sido diseñadas.

## Armas que usan el 12,7 x 108
- Fusil antimaterial AMR-2
- Ametralladora pesada DShK
- Berezin UB
- Ametralladora pesada NSV/NSVT
- Ametralladora pesada Kord
- Ametralladora pesada Tipo 77
- Ametralladora pesada W85
- Fusil antimaterial ČZW-127
- Fusil antimaterial/antitanque V-94
- Fusil de francotirador KSVK
- Fusil antimaterial Gepard
- Zastava M93
- Fusil antimaterial Vidhwansak
- Fusil antimaterial/de asalto 6P62
- Fusil antimaterial/de francotirador OSV-96
- Ametralladora pesada M02 Coyote
- Yakushev-Borzov YakB-12,7
- Fusil antimaterial experimental SVN-98
- Ametralladora pesada Zastava M87